# The Fugs First Album
The Fugs First Album je debutové studiové album skupiny The Fugs, poprvé vydané v roce 1965 u Folkways Records pod názvem The Village Fugs Sing Ballads of Contemporary Protest, Point of Views, and General Dissatisfaction. Pod klasickým názvem The Fugs First Album vyšlo až v roce 1966. V roce 1993 vyšla reedice na CD s několika bonusovými skladbami.

## Seznam skladeb
| Pořadí | Název                | Autor                     | Délka |
| ------ | -------------------- | ------------------------- | ----- |
| 1.     | Slum Goddess         | Ken Weaver                | 1:58  |
| 2.     | Ah! Sunflower        | William Blake, Ed Sanders | 2:15  |
| 3.     | Supergirl            | Tuli Kupferberg           | 2:18  |
| 4.     | Swinburne Stomp      | Sanders, A.C. Swinburne   | 2:50  |
| 5.     | I Couldn't Get High  | Weaver                    | 2:06  |
| 6.     | How Sweet I Roamed   | Blake, Sanders            | 2:11  |
| 7.     | Carpe Diem           | Kupferberg                | 5:07  |
| 8.     | My Baby Done Left Me | Sanders                   | 2:18  |
| 9.     | Boobs a Lot          | Steve Weber               | 2:12  |
| 10.    | Nothing              | Kupferberg                | 4:18  |

## Sestava
- Ed Sanders - zpěv
- Tuli Kupferberg - perkuse, zpěv
- Ken Weaver - konga, bicí, zpěv
- Steve Weber - kytara, zpěv
- Peter Stampfel - housle, harmonika, zpěv
- John Anderson - baskytara, zpěv
- Vinny Leary - baskytara, kytara, zpěv